# Gare de Bergerac
Gare de Bergerac vasútállomás Franciaországban, Bergerac településen.

## Vasútvonalak
Az állomást az alábbi vasútvonalak érintik:
- Libourne-Buisson-vasútvonal
- Ligne Angoulême - Ribérac - Marmande

## Kapcsolódó állomások
A vasútállomáshoz az alábbi állomások vannak a legközelebb:
- Gare de Lamonzie-Saint-Martin
- Gare de Couze
- Gare de Lalinde